# A Thousand Splendid Suns
A Thousand Splendid Suns (Brasil: A Cidade Do Sol / Portugal: Mil Sóis Resplandecentes) é um romance do escritor afegão Khaled Hosseini, que atualmente reside na Califórnia, Estados Unidos. É seu segundo livro, em seguida a seu livro de estreia, o sucesso de crítica e de vendas O Caçador de Pipas. Lançado em maio de 2007, nos Estados Unidos, o livro recebeu resenhas favoráveis das publicações Kirkus, Publishers Weekly, Library Journal, e Booklist, bem como atingiu o lugar número 2 na lista dos mais-vendidos da Amazon.com.
A Columbia Pictures detém os direitos de filmagem do romance, mas a produção ainda não começou.

## Personagens em “A Thousand Splendid Suns”
- Mariam: uma adolescente de 15 anos quando o livro começa, a história centra-se ao redor dela e dos eventos de sua vida que se entrelaçam com a vida de Laila.
- Nana: mãe de Mariam, que era uma servente na casa de Jalil, com quem teve um relacionamento. Jalil construiu-lhe uma “kolba” (pequena cabana) onde pudesse viver e criar Mariam.
- Mulá Faizulá: o professor idoso de Corão de Mariam e também um amigo.
- Jalil: pai de Mariam. Um homem que tinha três esposas antes que tivesse um relacionamento com Nana. Casou Mariam com Rashid, mas mais tarde lamentou tê-la enviado para longe.
- Laila: uma jovem, bonita e educada menina, quando inicialmente aparece no livro. Mais tarde, sua vida amarra-se com a de Mariam quando é forçada a casar com Rashid, marido de Mariam.
- Rashid: o vilão da história, casa com Mariam em decorrência de arranjo com seu pai e mais tarde com Laila para frustrá-la.
- Tariq: um rapaz que cresceu em Cabul com Laila. Eram melhores amigos e depois ele se transformou em seu marido.
- Aziza: a filha de Laila e Tariq, concebida quando Laila tinha 14 anos, o que a obrigou a casar com Rashid.
- Zalmai: filho de Laila e Rashid